# Церковь Пресвятой Троицы (Шерешево)
Церковь Пресвятой Троицы (бел. Касцёл Найсвяцейшай Тройцы) — католический храм в городском посёлке Шерешево, Брестская область, Белоруссия. Относится к Пружанскому деканату Пинского диоцеза. Памятник архитектуры, построен в 1848 году в стиле классицизм. Включён в Государственный список историко-культурных ценностей Республики Беларусь (код 112Г000657).

## История
Построен в 1848 году на средства магната Макаревича. В этот период православное культовое строительство щедро финансировалось из государственной казны, тогда как католики возводили храмы исключительно на свои средства. С этим связано тот факт, что Троцкий костёл в Шерешеве стал единственным католическим храмом Пружанщины, построенным в то время. Интерьер костёла в 1850-1860-е гг. расписан фресками, изображающими ангелов с музыкальными инструментами.
После Второй мировой войны в 1948 году большевики арестовали священника Альберта Бакиновского, а костел забрали у прихожан и превратили в склад, ценности были разворованы. Несмотря на это, католики на протяжении 40 лет собирались на богослужения у стен храма. 28 июля 1988 года костёл Пресвятой Троицы был возвращен прихожанам, возобновилось приход. 23 октября 1991 года епископ Казимир Свентек заново освятил храм. В 1995 и 2005 годах были отремонтированы крыша и фасад церкви. В 2007 году был занесен в здание Государственный список историко-культурных ценностей Республики Беларусь как объект историко-культурного наследия регионального значения.

## Архитектура

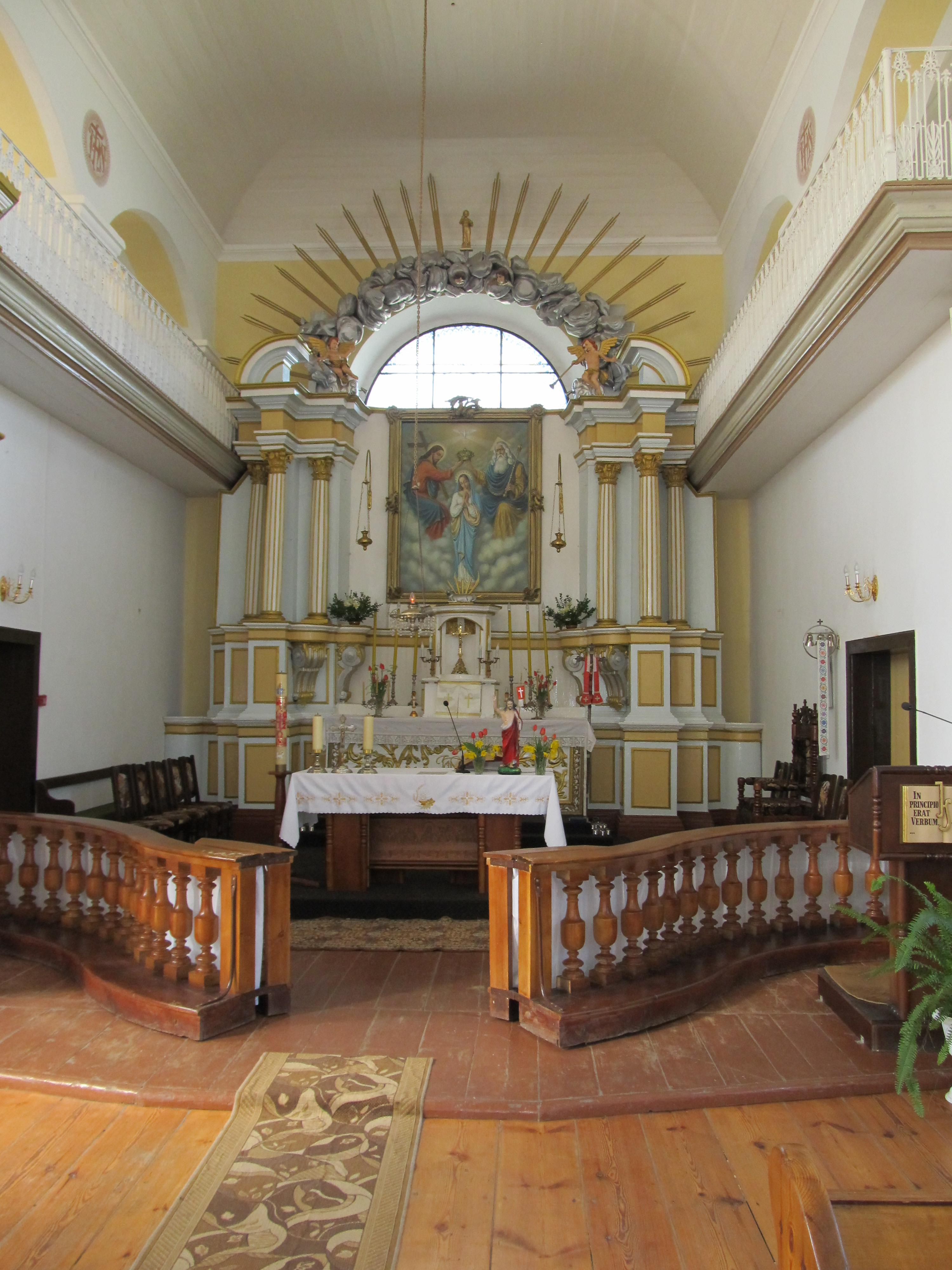
Главный алтарь

Троицкий храм — прямоугольное в плане здание, накрытое двускатной крышей. Главный фасад обрамлён двумя массивными прямоугольными башнями с шатровыми завершениями и арочными проёмами в верхней части. В боковых арочных нишах установлены две деревянные скульптуры апостолов. Схожие скульптуры есть в прямоугольных нишах на боковых гранях нижней части башен.
Интерьер шестью колоннами поделен на три нефа, перекрытые цилиндрическими сводами. Над входом в храм расположено полукруглое окно, освещающее хоры. Алтарь решён коринфской колоннадой, по бокам алтарного пространства находятся две ризницы.